# Anisodes rufiplaga
Anisodes rufiplaga är en fjärilsart som beskrevs av W. Warren 1903. Anisodes rufiplaga ingår i släktet Anisodes och familjen mätare. Inga underarter finns listade i Catalogue of Life.